# Nikobardvärguv
Nikobardvärguv (Otus alius) är en nyligen beskriven asiatisk fågelart i familjen ugglor. Den förekommer endast i den indiska ögruppen Nikobarerna i Bengaliska viken. Mycket lite är känt om dess levnadssätt. IUCN listar den som nära hotad.

## Upptäckt
Ett dvärguvspecimen av oklar arttillhörighet samlades in på Great Nicobar Island 1966. Inledningsvis behandlades den som underart till orientdvärguven (Otus sunia). Efter att ytterligare ett specimen insamlades 1977 behandlades den även som underart till moluckdvärguven (Otus magicus). Först 1998 beskrevs den som ny art för vetenskapen efter jämförande studier.

## Utseende och läten
Nikobardvärguven är en liten (19–20 cm) och rätt varmt färgad dvärguv. Den är fint tvärbandad både ovan och under, med ostreckad ovansida och endast begränsad streckning undertill. Örontofsarna är medellånga, tarserna är endast delvis befjädrade, näbben är mörkbrun och ögonen gula. Hanens läte är okänt, medan honans beskrivs som ett upprepat melankoliskt klagande ljud som ökar i tonhöjd.

## Utbredning
Fågeln troddes först endast förekomma på Great Nicobar Island i södra delen av den indiska ögruppen Nikobarerna). I mars 2003 fångades och fotograferades dock ett exemplar på Nancowry Island. Den tros möjligen förekomma på andra öar i södra Nikobarerna, framför allt Little Nicobar. 

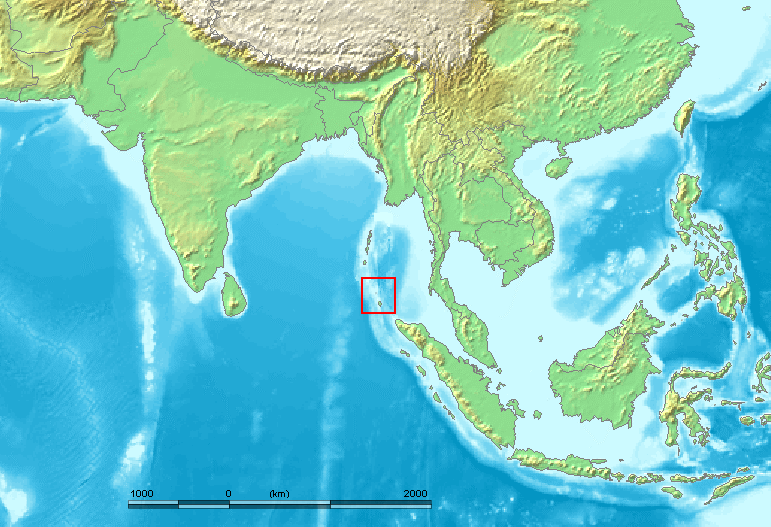
Fågeln är endemisk för Nikobarerna öster om Bengaliska viken.

## Levnadssätt
Mycket lite är känt om nikobardvärguvens levnadssätt. Den har hittats i kustnära skog och tros vara stannfågel. Av de två insamlade individerna hade en ätit en spindel och en skalbagge och den andra en geckoödla. Den antas häcka i mars och april.

## Status och hot
Nikobardvärguven tros ha en liten världspopulation på under 10 000 häckande individer. Den antas dessutom minska till följd av skogsavverkning. Internationella naturvårdsunionen IUCN kategoriserar den därför som nära hotad, men noterar att det råder stor osäkerhet kring populationsuppskattningen.

## Namn
Nikobardvärguvens vetenskapliga artnamn alius betyder "annorlunda" eller "avvikande".